# ジョゼ・フランシスコ・ドス・サントス・ジュニオール
ジュニオール・ブルマード（Júnior Burmado）ことジョゼ・フランシスコ・ドス・サントス・ジュニオール（ポルトガル語: José Francisco dos Santos Júnior、1999年5月15日 - ）は、ブラジルのサッカー選手。ポジションはFW。

## クラブ歴
バイーア州ブルマード生まれ。ECバイーアの下部組織からトップチームに昇格した。
2019年1月30日に1600万デンマーク・クローネと次の移籍の際の移籍金15%がバイーアに入る条件でバイーアからFCミッティランに完全移籍。2020年1月にロニー・シュワルツがシルケボーIFからミッティランに加入したため、その穴埋めとしてシルケボーは彼を半年の期限付き移籍で獲得した。